# Henri de Franconie
Henri, appelé Henri de Spire (en allemand : Heinrich von Speyer), né vers 970 et mort le 28 mars avant 1000, est un prince de la dynastie franconienne, fils d'Othon de Worms et de Judith de Bavière. Décédé prématurément, il était l'héritier des domaines de la famille autour de Worms et de Spire, dans le duché de Franconie.

## Biographie
Henri est le fils aîné d'Othon de Worms († 1004), nommé duc de Carinthie en 978, et de son épouse Judith, possiblement une petite-fille du duc Arnulf Ier de Bavière. Par sa grand-mère Luitgarde, il est un arrière-petit-fils de l'empereur Otton Ier. Ses frères cadets sont Bruno, consacré pape en 996 sous le nom de Grégoire V et Guillaume, évêque de Strasbourg.
Il épouse vers 985 Adélaïde de Metz († 1046), issue de la famille puissante des Girardides, une sœur des comtes Adalbert de Saargau et Gérard de Metz (comte de Moselle), dont il a :
- Conrad II (990–1039), premier empereur du Saint-Empire de la dynastie franconienne ;
- Judith († 998).

Après sa mort précoce, Henri est inhumé dans la cathédrale Saint-Pierre de Worms. C'est son frère cadet, Conrad, qui succède à leur père Othon en 1004. La veuve d'Henri, Adélaïde, s'est remariée, probablement à un membre de la famille noble des Popponides, et est devenue la mère de l'évêque Gebhard III de Ratisbonne.